# Analiză cantitativă

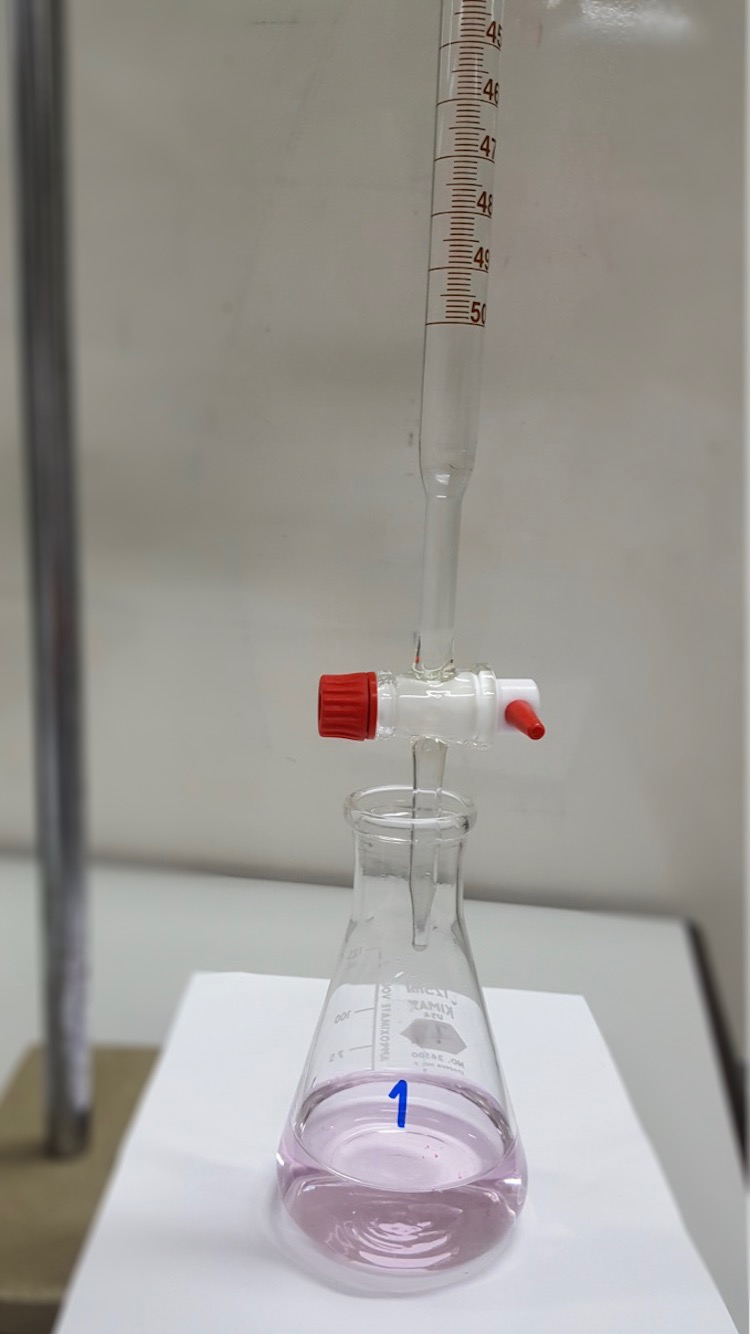
Titrimetria acido-bazică este una dintre metodele folosite în analiza cantitativă

În chimia analitică cantitativă, analiza cantitativă reprezintă toate operațiunile realizate pentru a determina abundența absolută sau relativă (exprimată sub formă de concentrație) a uneia sau mai multor substanțe chimice, denumite analiți, prezente într-o probă.

## Metode de analiză
Etapa premergătoare pentru analiza cantitativă este cea calitativă. După ce se cunoaște identitatea speciilor dintr-o probă și se știe ce anume trebuie determinat, se poate trece la etapa de determinare cantitativă. Analiza cantitativă este extrem de importantă în multe domenii, de aceea au fost dezvoltate multe metode de analiză. Printre principalele metode folosite în practica analitică cantitativă se numără analiza gravimetrică și analiza volumetrică sau titrimetria.
Există diverse metode de analiză, pentru anumite elemente, ioni, etc., cum este de exemplu metoda Kjeldahl de determinare a azotului organic și din săruri de amoniu și amoniac.